# Spasmo esofageo diffuso
Lo spasmo esofageo diffuso, chiamato anche pseudodiverticolosi spastica, esofago a cavaturaccioli, esofago a corona di rosario è una discinesia dell'esofago.

## Epidemiologia
L'incidenza varia a seconda degli studi (4-7%) anche se comunque rimane rara la sua manifestazione.

## Sintomatologia
I sintomi e i segni clinici presentano dolore toracico (da non confondere con l'angina pectoris) e disfagia.
La patologia può coesistere con la malattia da reflusso gastroesofageo.

## Diagnosi
Va effettuata con manometria e RX con pasto baritato in cui si vede il tipico aspetto a cavatappi che dà anche il nome alla patologia.
In ambito di diagnosi differenziale, tra le altre bisogna distinguere lo spasmo esofageo dall'ischemia miocardica.

## Terapia
Alcuni farmaci come la nitroglicerina e gli anticolinergici possono avere effetti terapeutici; vengono utilizzati anche calcio-antagonisti per via orale:
- Verapamil 80 mg
- Nifedipina 10 mg